# Coacăz negru
Coacăzul negru (Ribes nigrum) este un arbust care face parte din genul Ribes, familia Grossulariaceae.

## Morfologie
Coacăzul negru crește sub formă de tufe de 1 – 2 m înălțime. Fructele acestei plante, de tip bacă, sunt grupate în ciorchini și sunt boabe zemoase sferice cu gust acrișor, de culoare închisă, care au un diametru de 6 – 11 mm, fiecare fruct conținând mai multe semințe.

## Areal
Coacăzul negru crește în regiunile temperate boreale din Euroasia, din vest din Anglia, Franța, până spre est în Manciuria. Limita de nord fiind Laponia, iar cea de sud, Armenia și Himalaya.

## Compoziție chimică
Coacăzul negru conține taninuri, rutozid, vitamina C, urme de ulei volatil de culoare verde (până la 0,2%) format din carburi terpenice. Fructele conțin cca 150 mg% vitamina C, vitamine din complexul B, acizi organici (citric, malic), pectine, zaharuri, antociani, ulei gras, terpene, flavonoide (miricetol, cvercetol, carnferol), pectine, calciu, fier, potasiu, fosfor, vitamina PP.

## Utilizare
Coacăzul negru este cunoscut ca plantă de cultură în Europa din secolul al XVI-lea. Fructele lui, bogate în glucide, acizi grași, proteine și substanțe minerale, sunt folosite la prepararea de sucuri, siropuri, jeleuri sau marmeladă. Fructele au acțiune tonică generală, vitaminizantă, remineralizantă, fiind recomandate și în cazurile de surmenaj, în stările anemice, în cazurile de deficit de fier. Un extract din flori este utilizat în parfumerie. Frunzele sunt utilizate în medicina naturistă ca diuretic, în afecțiuni cardiace, reumatism, gută.